# دستگرد (مود)
دستجرد یک روستا در ایران است که در دهستان مود شهرستان سربیشه واقع شده‌است. دستگرد ۱۱۰ نفر جمعیت دارد.